# Шалфейные тетерева
Шалфейные тетерева (лат. Centrocercus) — род птиц семейства фазановых. Обитают в Северной Америке, населяют большую часть США и Канады. В состав рода включают два вида.   

## Описание
Шалфейные тетерева крупные, могут быть до 75 см и весить 4 кг. Самцы крупнее и ярче самок. Основной цвет у этих птиц тёмно-коричневый, покрытый бурыми, серыми и белыми крапинами, Перья на хвосте очень заострённые и торчат в разные стороны. Горло самец имеет чёрного цвета с крупными белыми мешками. Ещё одна отличительная черта самцов от самок — дуги, расположенные над бровями и имеющие жёлтый цвет.

## Классификация
Международный союз орнитологов относит к роду два вида:
- Centrocercus urophasianus (Bonaparte, 1827) — Шалфейный тетерев
- Centrocercus minimus Young, C. Braun, Oyler-McCance, Hupp & Quinn, 2000)

Популяция бассейна озера Моно (юго-восток штата Калифорния, США) может представлять собой отдельный вид.